# John F. Farnsworth

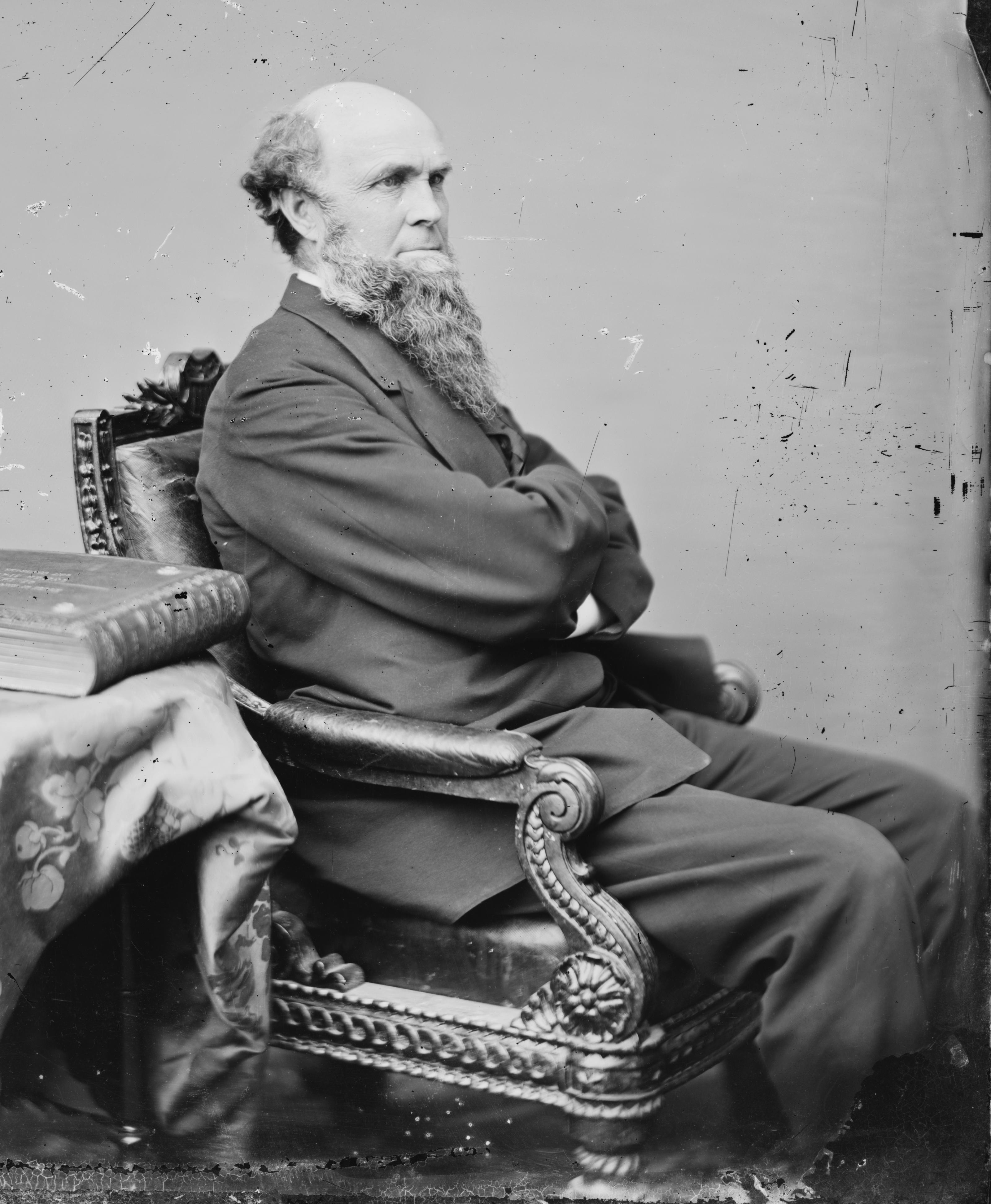
John F. Farnsworth

John Franklin Farnsworth (* 27. März 1820 in Eaton, Québec, Kanada; † 14. Juli 1897 in Washington, D.C.) war ein US-amerikanischer Politiker, der als republikanisches Mitglied Illinois im US-Repräsentantenhaus vertrat, und während des Sezessionskrieges auch Brigadegeneral der US Army war.

## Leben
Nach dem Besuch der Grundschulausbildung ließen sich seine Eltern mit ihm 1834 in Ann Arbor in Michigan, wo er später Rechtswissenschaften studierte. Nach seiner anwaltlichen Zulassung ließ er sich 1841 als Rechtsanwalt in St. Charles nieder, ehe er 1852 eine Anwaltskanzlei in Chicago eröffnete. Dort war er zunächst in der Demokratischen Partei engagiert, trat dann aber der Republikanischen Partei bei.
1856 kandidierte er als Republikaner für das US-Repräsentantenhaus, vertrat dort nach einer Wiederwahl vom 4. März 1857 bis zum 3. März 1861 den zweiten Kongresswahlbezirk von Illinois und verzichtete 1860 auf eine erneute Kandidatur.
Zu Beginn des Sezessionskrieges wurde er am 18. September 1861 Oberst und Kommandeur des 8. Kavallerieregiments der Freiwilligentruppen von Illinois. Als solcher führte er diese Einheit während des Halbinsel-Feldzuges und in der Schlacht von Williamsburg am 5. Mai 1862. Danach war er Kommandeur des 17. Kavalleriebrigade der Potomac-Armee und wurde nach der Teilnahme am Feldzug um Maryland am 5. Dezember 1862 zum Brigadegeneral befördert. Aufgrund von Kriegsverletzungen schied er aus dem aktiven Militärdienst aus und kandidierte stattdessen erneut für den US-Kongress.
Nach seiner Wahl wurde er am 4. März 1863 erneut Mitglied des US-Repräsentantenhauses und vertrat für zehn Jahre bis zum 3. März 1873 abermals den zweiten Kongresswahlbezirk von Illinois. Während dieser Zeit war er von 1867 bis 1873 auch Vorsitzender des Ausschusses für das Postwesen und die Poststraßen (House Committee on Post Office and Postroads). Nachdem er 1872 nicht erneut nominiert wurde und nach Ablauf der Legislaturperiode aus dem Repräsentantenhaus ausschied, nahm er seine Tätigkeit als Rechtsanwalt in Chicago wieder auf. 1880 gründete er eine Anwaltskanzlei in Washington und war dort bis zu seinem Tod tätig.
Sein Neffe Elon John Farnsworth war ebenfalls Brigadegeneral der Nordstaaten während des Bürgerkrieges und fiel am letzten Tag der Schlacht von Gettysburg.